# Adelphi Records
Adelphi Records ist ein unabhängiges US-amerikanisches Musiklabel, das im Jahr 1968 von Eugene Rosenthal in Silver Spring gegründet wurde und bis heute betrieben wird.

## Musiker und Musikgruppen
Bekannte Künstler, die auf diesem vielseitigen Label Aufnahmen gemacht haben, sind zunächst Bluesmusiker wie Roy Book Binder, Roy Buchanan, R. L. Burnside, David Honeyboy Edwards, Paul Geremia, Mississippi John Hurt, Skip James, Furry Lewis, Little Brother Montgomery und Bukka White (Blues). Seit 1977 sind auch Jazzaktivitäten zu verzeichnen, in deren Zentrum Lenny Breau, Reuben Brown und Richie Cole stehen; es gibt aber auch Alben von Steve Lacy, David Murray, Jessica Williams und Phil Woods. Weitere Aktivitäten betreffen den Gospelbereich (Rev. Gary Davis und Rev. Robert Wilkins), den Reggaebereich (Yellowman, Big Youth und Toots & the Maytals) und die Rockmusik (The Nighthawks und Catfish Hodge).